# Західне регіональне управління ДПС (Україна)
Західне регіональне управління (в/ч 1468) — територіальний орган Державної прикордонної служби України, відповідальний за охорону ділянки державного кордону України загальною протяжністю 1812,9 км; із них сухопутна — 1212,3 км (з неї 368,7 км — гірська); річкова — 600,1 км. Протяжність кордону з Республікою Білорусь — 355 км, Республікою Польща — 615,2 км, Словацькою Республікою — 98,5 км, Угорською Республікою — 135,1 км, Румунією — 438,607 км, Республікою Молдовою — 170 км.

## Історія
14 листопада 2017 року до Закарпаття зі Львова прибуло підсилення для охорони кордону — понад сотня людей особового складу, службові собаки та понад 30 одиниць техніки.
16 листопада було оголошено про масштабну спецоперацію, що проводиться спільно з підрозділами МВС України та військовою прокуратурою на Закарпатті.
21 грудня 2019 року в ході оптимізації структури Державної прикордонної служби та скорочення управлінської ланки, зі складу ліквідованого Північного регіонального управління передано Луцький прикордонний загін.

## Структура
- Львівський прикордонний загін (м. Львів)
- Мукачівський прикордонний загін (м. Мукачеве)
- Чопський прикордонний загін (м. Чоп)
- Чернівецький прикордонний загін (м. Чернівці)
- Луцький прикордонний загін (м. Луцьк)
- Клінічний госпіталь Державної прикордонної служби України (м. Львів)
- Кінологічний навчальний центр Державної прикордонної служби України (м. Великі Мости)

Підрозділи дислокуються на території 6 областей (Рівненської, Волинської, Львівської, Закарпатської, Івано-Франківської, Чернівецької) та 31 прикордонного району України. Безпосередньо державний кордон охороняють 72 відділи прикордонної служби і 1 відділ прикордонної служби типу (С). На ділянці відповідальності регіонального управління відповідними міжурядовими Угодами визначено 63 пункти пропуску через державний кордон та 5 пунктів контролю (міжнародних — 52, міждержавних — 3, місцевих — 8).
За видами сполучень: автомобільних — 38, залізничних — 19, повітряних — 6, пішохідних — 1.

## Командувачі
- генерал-лейтенант Йолтуховський Микола Михайлович (1992—2002)
- генерал-майор Гурський Микола Михайлович (2002—2003)
- генерал-лейтенант Карась Володимир Васильович (2003—2008)
- генерал-лейтенант Горбенко Артур Іванович (2008—2014)
- генерал-майор Гресько Валерій Петрович (2014—2015)
- генерал-майор Плешко Володимир Костянтинович (2014—2015)
- генерал-майор Єгоров Володимир Сергійович (2015 — 2019)
- генерал-майор Бабюк Віктор Борисович (листопад 2019 — по теперішній час)